# Hệ thống Thủy lợi Lịch sử Shushtar
Hệ thống Thủy lợi Lịch sử Shushtar (tiếng Ba Tư: سازه‌های آبی شوشتر) là hệ thống thủy lợi phức tạp được xây dựng dưới thời Sassanid nằm ở tỉnh Khuzestan, Iran. Nó được UNESCO công nhận là Di sản thế giới vào năm 2009.

## Mô tả
Hệ thống thủy lực bao gồm hệ thống bánh xe thủy lực, đập chắn, đường hầm và kênh rạch dẫn nước. Kênh Bolayti nằm ở phía đông của trạm bánh xe thủy lực và thác nước có nhiệm vụ dẫn nước từ phía sau đập GarGar đến phía đông trạm bánh xe thủy lực và dẫn nước để tránh làm hư hỏng các bánh xe này. Dahaneye Shahr là một trong ba đường hầm dẫn nước chính của thành phố từ đập GarGar vào trạm bánh xe thủy lực để từ đó vận hành các bánh xe thủy lực khác.

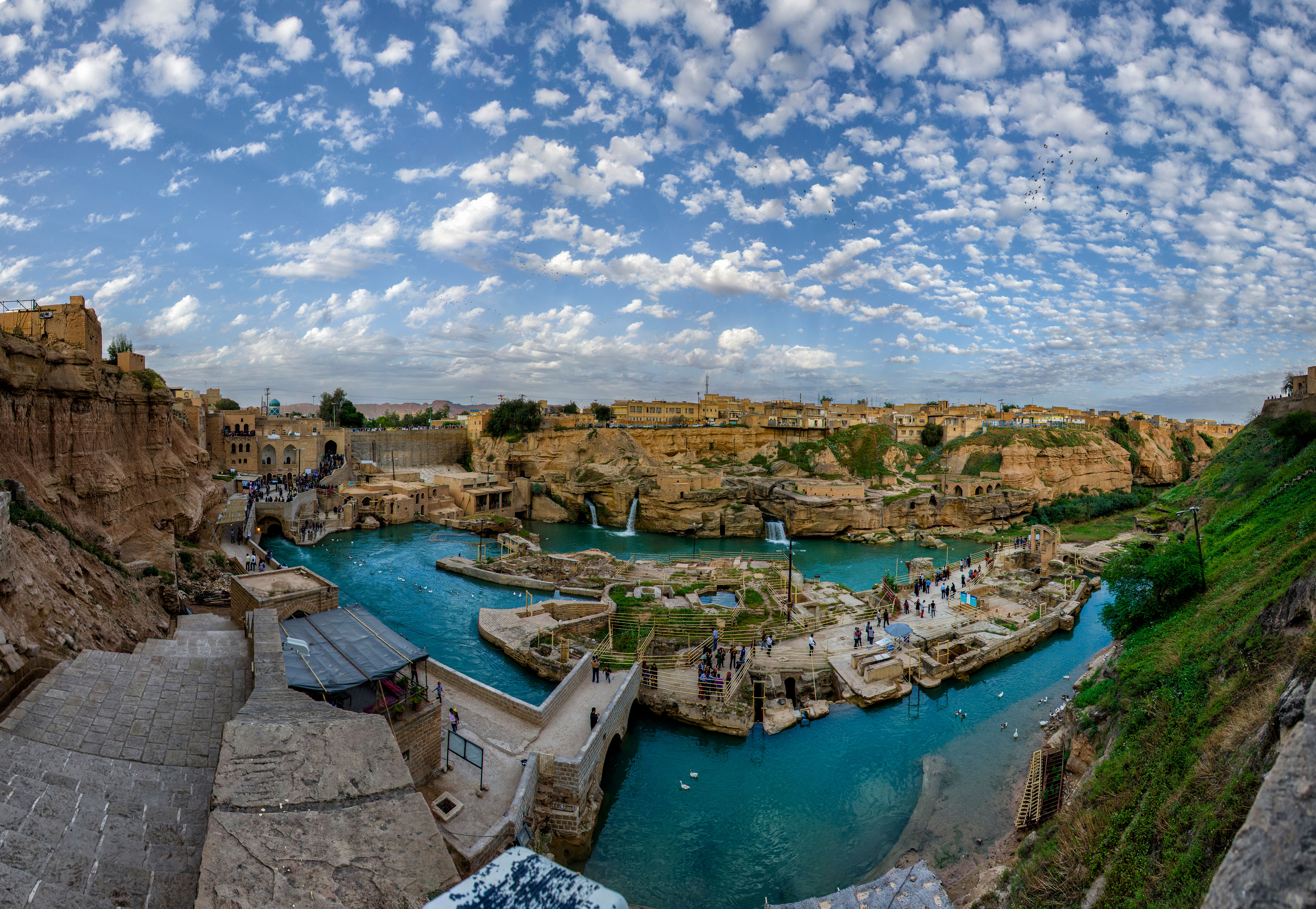
Toàn cảnh

Band-e Kaisar (đập Ceasar) là một con đập kiểu La Mã dài khoảng 500 mét chạy dọc sông Karun. Nó là cấu trúc chính của hệ thống, cùng với Band-i-Mizan, có nhiệm vụ tích nước và chuyển nước tới các kênh đào thủy lợi trong khu vực. Công trình được xây dựng bởi người La Mã vào thế kỷ thứ 3 sau Công nguyên theo lệnh của Sassanid, bao gồm cây cầu và con đập kiểu La Mã ở xa nhất về phía Đông, và cũng là công trình đầu tiên ở Iran kết hợp cầu và đập.
Một số bộ phận của hệ thống tưới tiêu này được cho là đã được xây dựng dưới thời Darius Đại đế, vị vua của Đế chế Ba Tư thứ nhất. Nó bao gồm hai kênh đào chuyển nước chính trên sông Karun, một trong số đó vẫn còn được sử dụng cho đến ngày nay. Nó cung cấp nước cho thành phố Shushtar thông qua hệ thống đường hầm. Khu vực bao gồm cả Salasel Castel, là trục chính của hệ thống thủy lợi cùng với đó là một tháp đo mực nước, các cây cầu, đập, trạm bánh xe thủy lợi và hồ.
Hệ thống này sau đó dẫn nước tới khu vực đồng bằng ở phía nam thành phố, giúp cho việc trồng trọt tại vùng Mianâb và trồng phong lan. Trên thực tế, toàn bộ khu vực giữa hai con kênh Shutayt và Gargar trên sông Karun tạo thành một hòn đảo được gọi là Mianâb, trên đó có thành phố Shushtar ở phía bắc. UNESCO đã công nhận nơi đây là một kiệt tác về sự sáng tạo.

## Hình ảnh

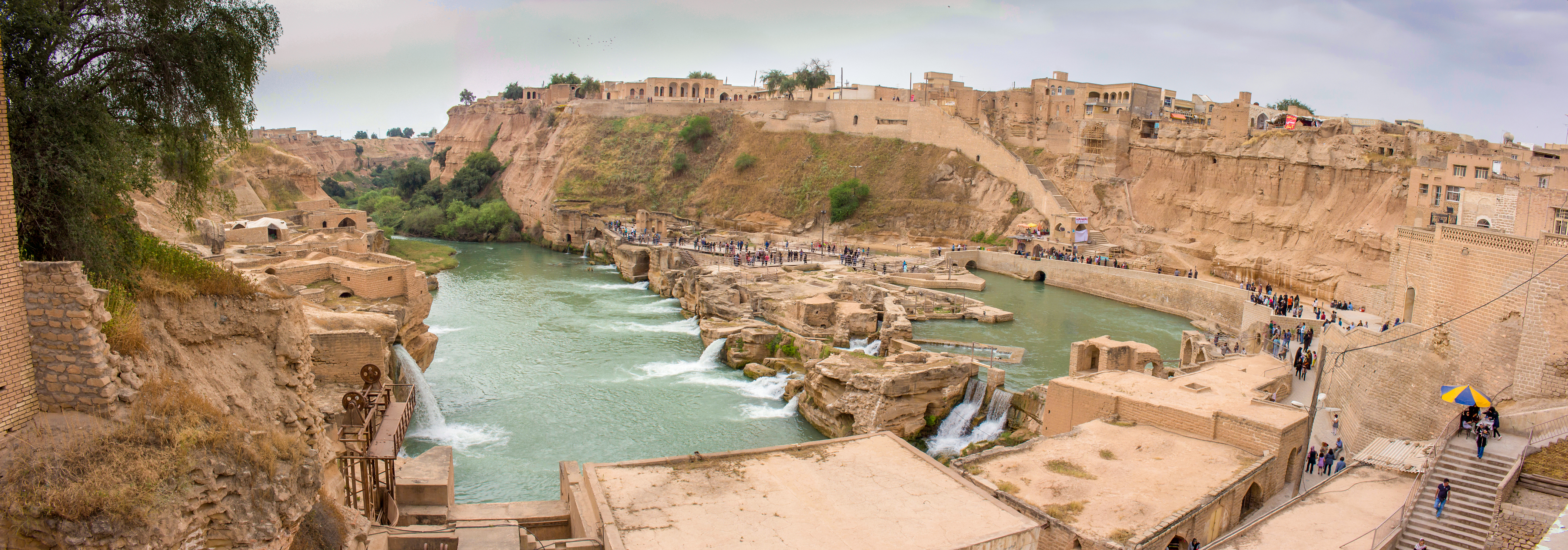
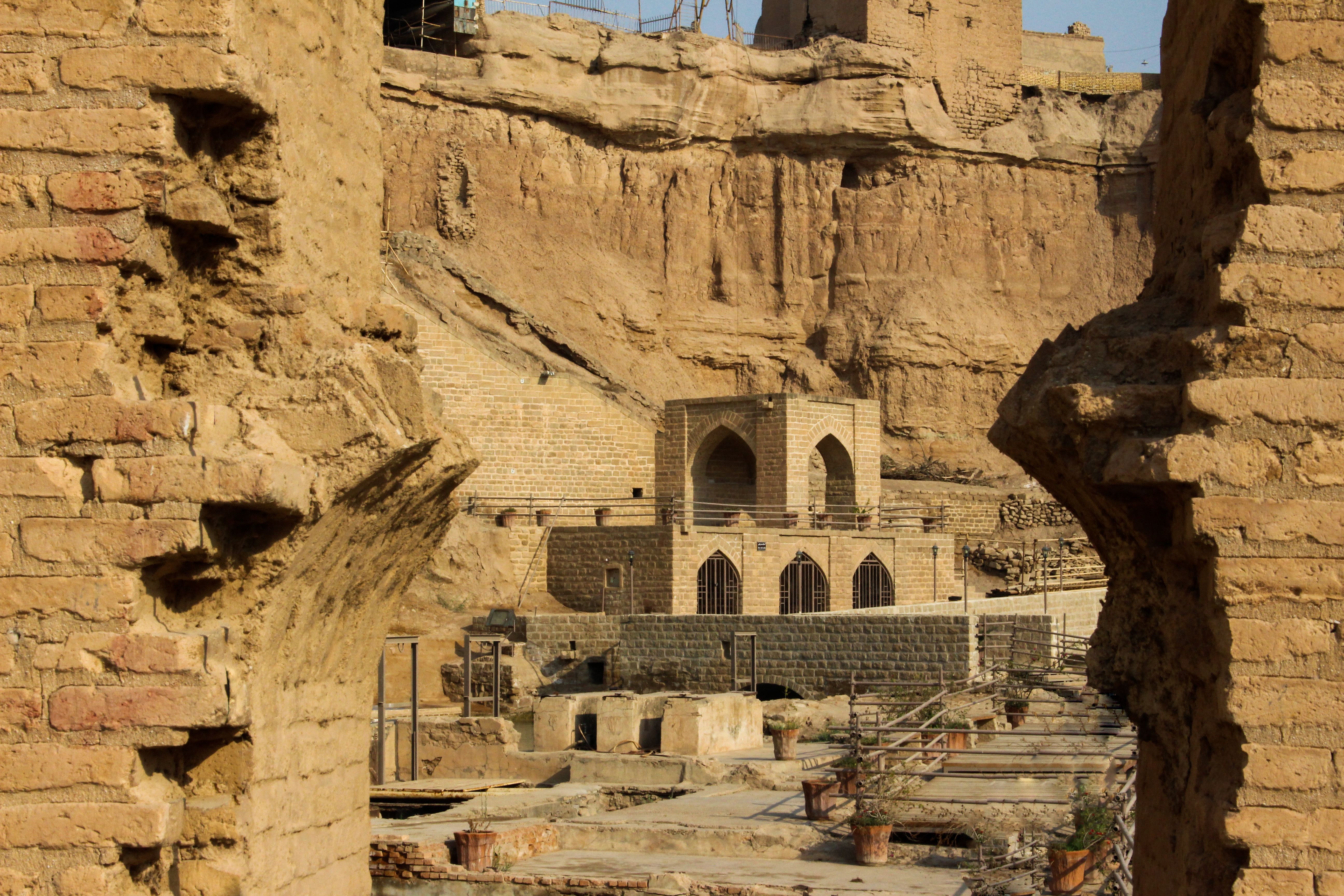
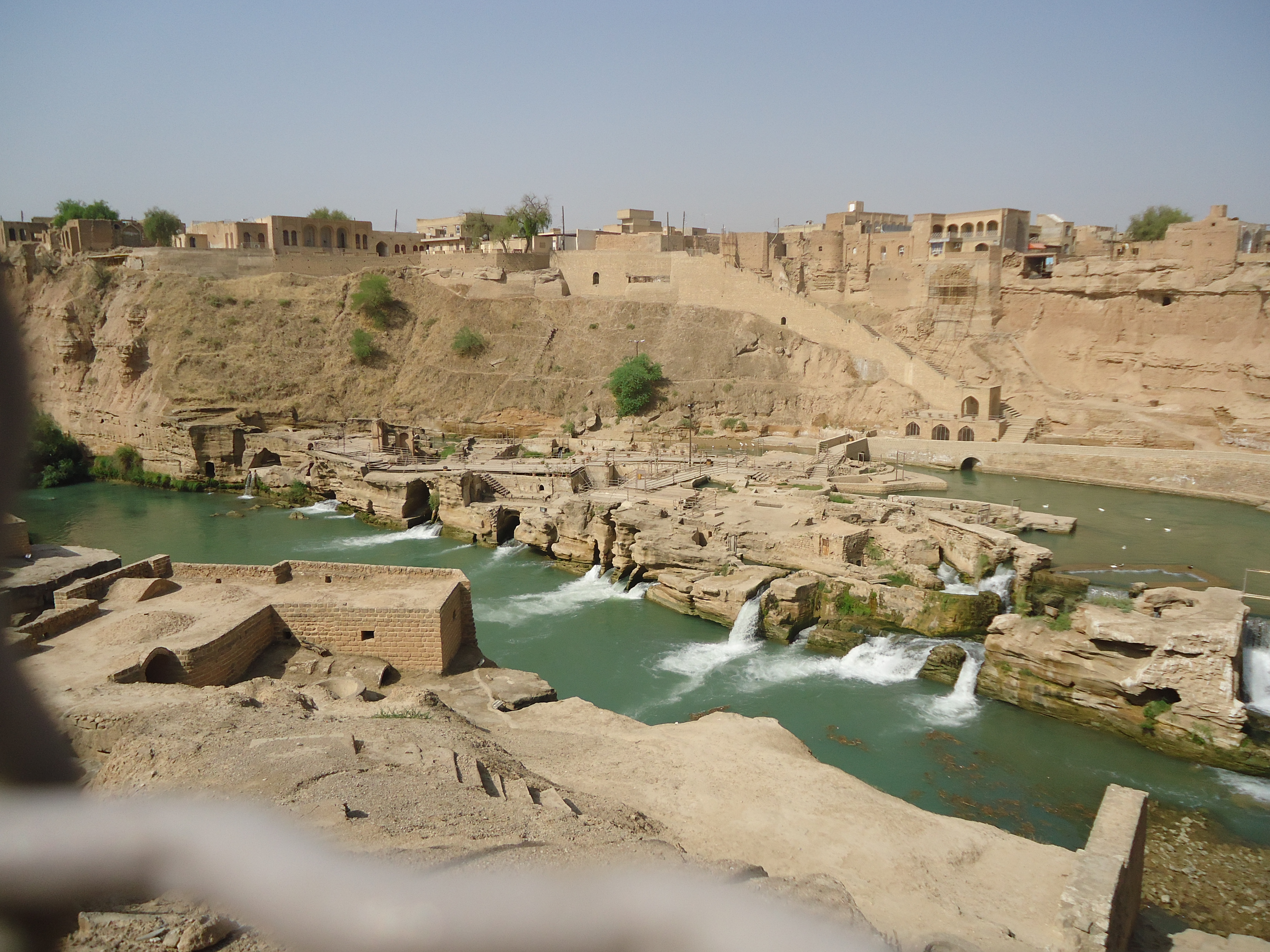
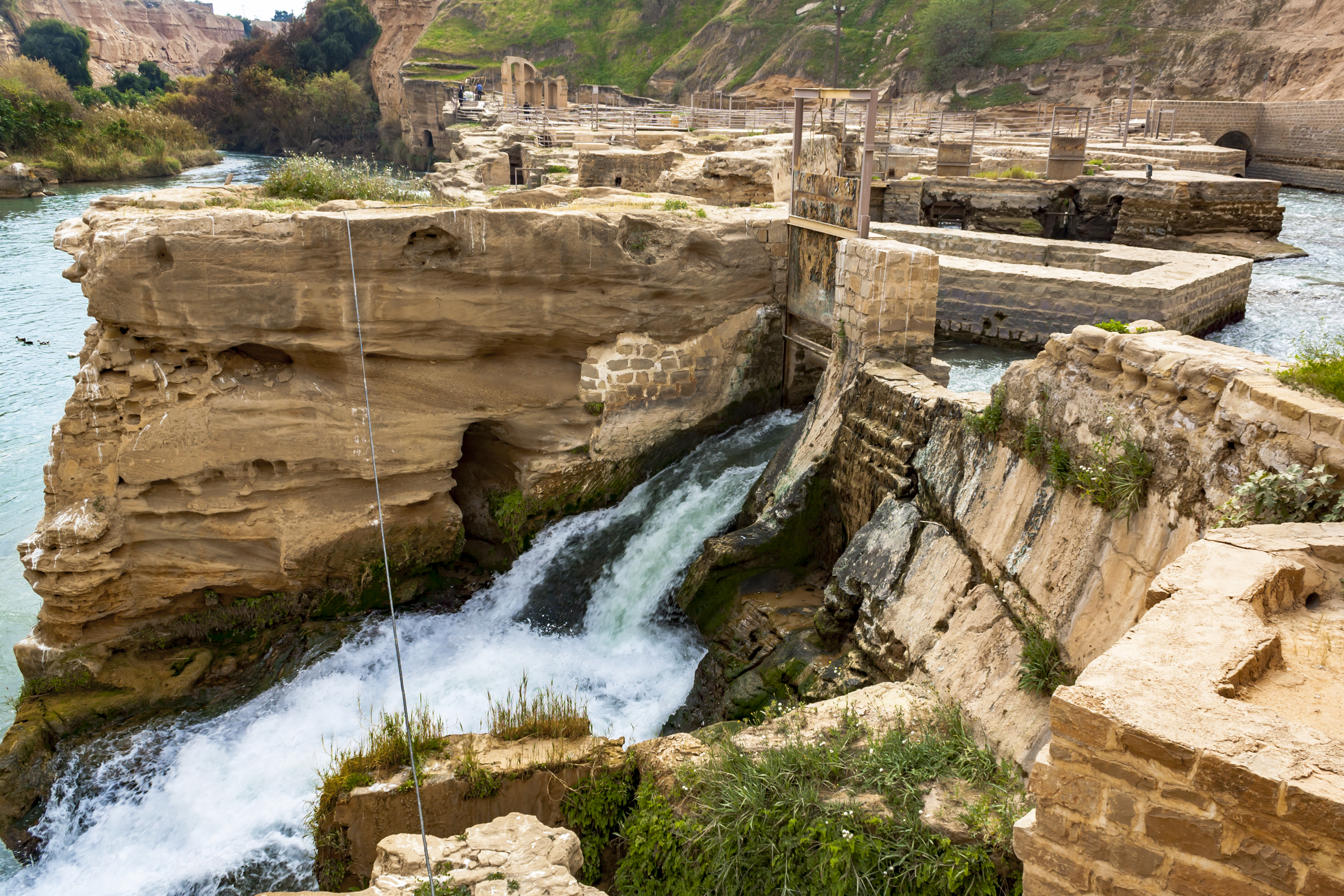
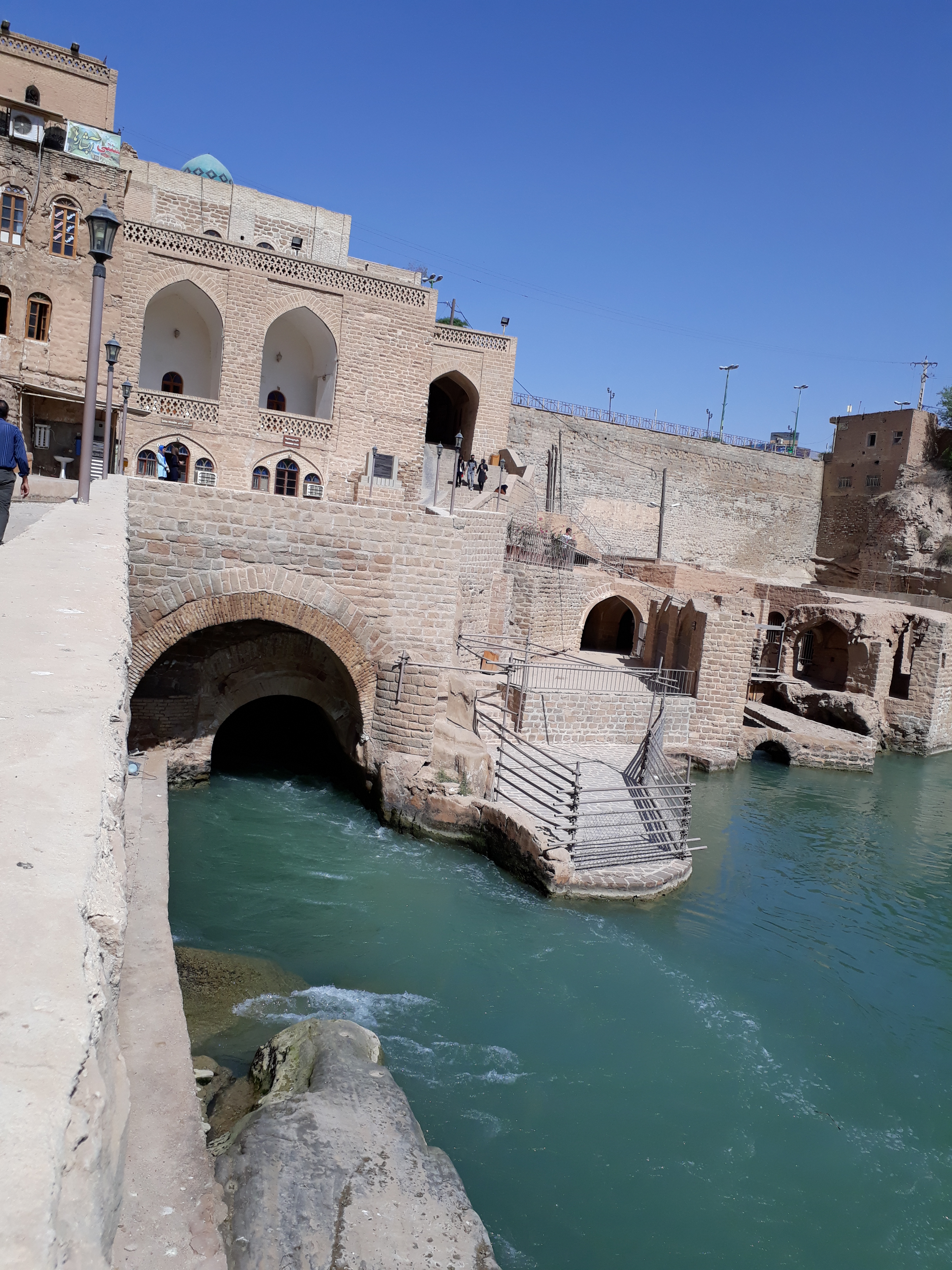
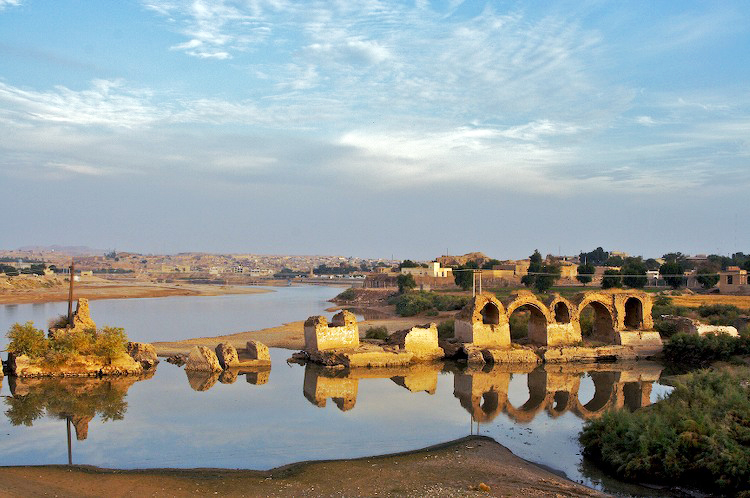
Band-e Kaisar (đập Ceasar)
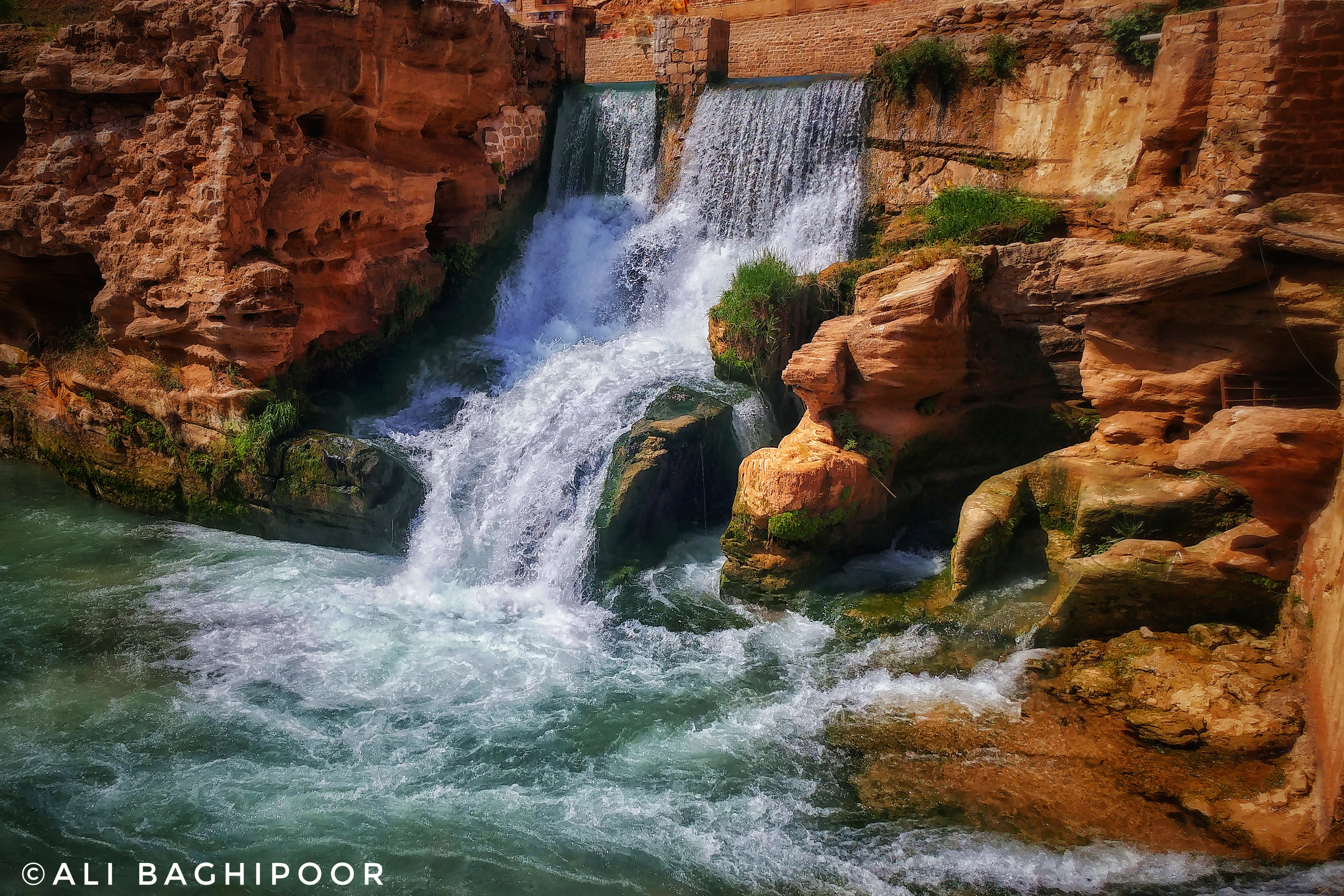
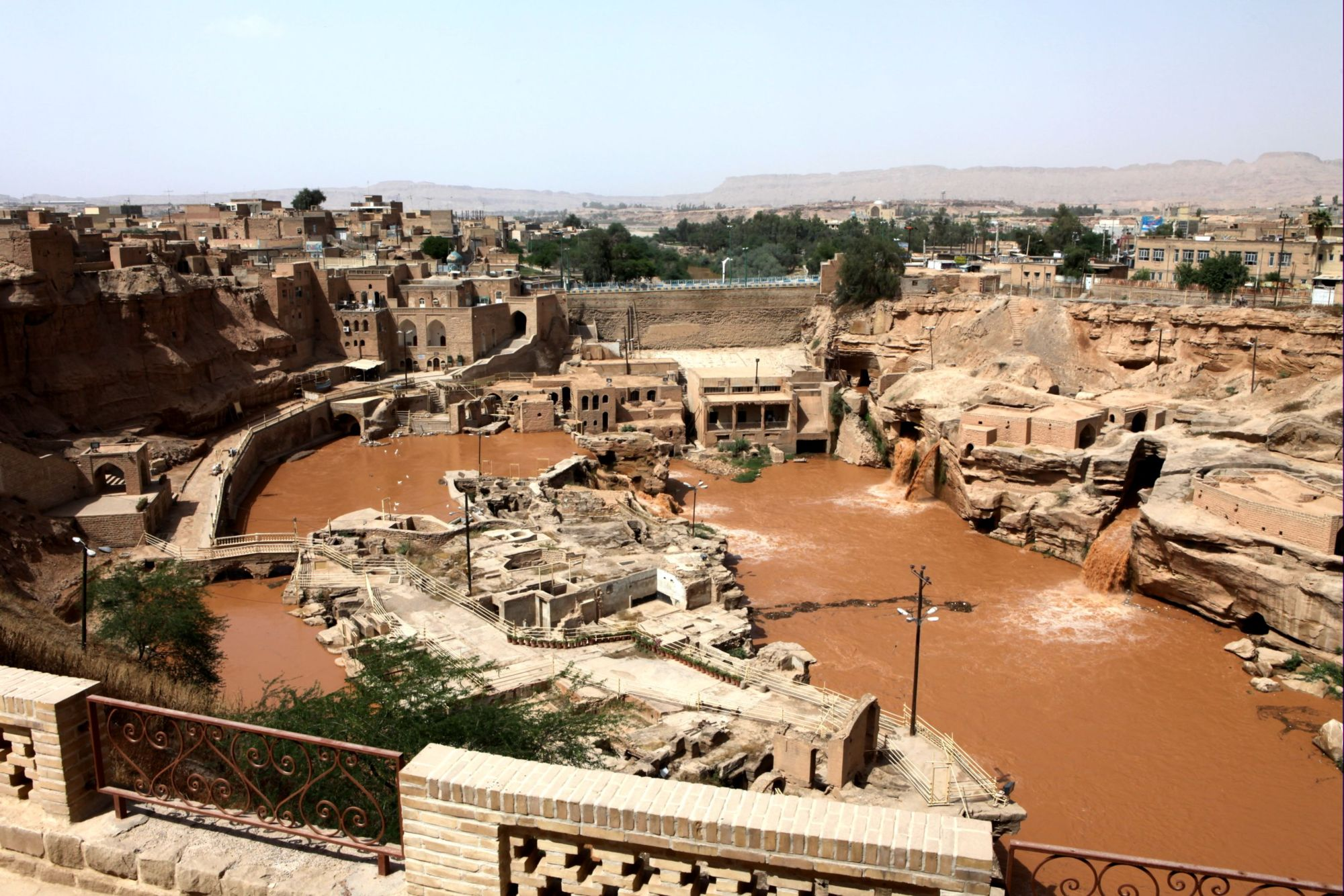